# Robert Scott (aviron)
Pour les articles homonymes, voir Scott et Robert Scott.
Robert Geoffrey Scott, né le 5 août 1969 à Perth, est un rameur d'aviron australien. Il est marié à la joueuse de water-polo Liz Weekes.

## Palmarès

### Jeux olympiques
- 1996 à Atlanta
  -  Médaille d'argent en deux sans barreur